# Sigma Pegasi
Sigma Pegasi (49 Pegasi) é uma estrela na direção da constelação de Pegasus. Possui uma ascensão reta de 22h 52m 23.77s e uma declinação de +09° 50′ 08.0″. Sua magnitude aparente é igual a 5.29. Considerando sua distância de 88 anos-luz em relação à Terra, sua magnitude absoluta é igual a 3.02. Pertence à classe espectral F7IV.